# Pilatus PC-6 Porter
Pilatus PC-6 Porter là một loại máy bay thông dụng cất hạ cánh đường băng ngắn (STOL), do Pilatus Aircraft của Thụy Sĩ chế tạo.

## Biến thể

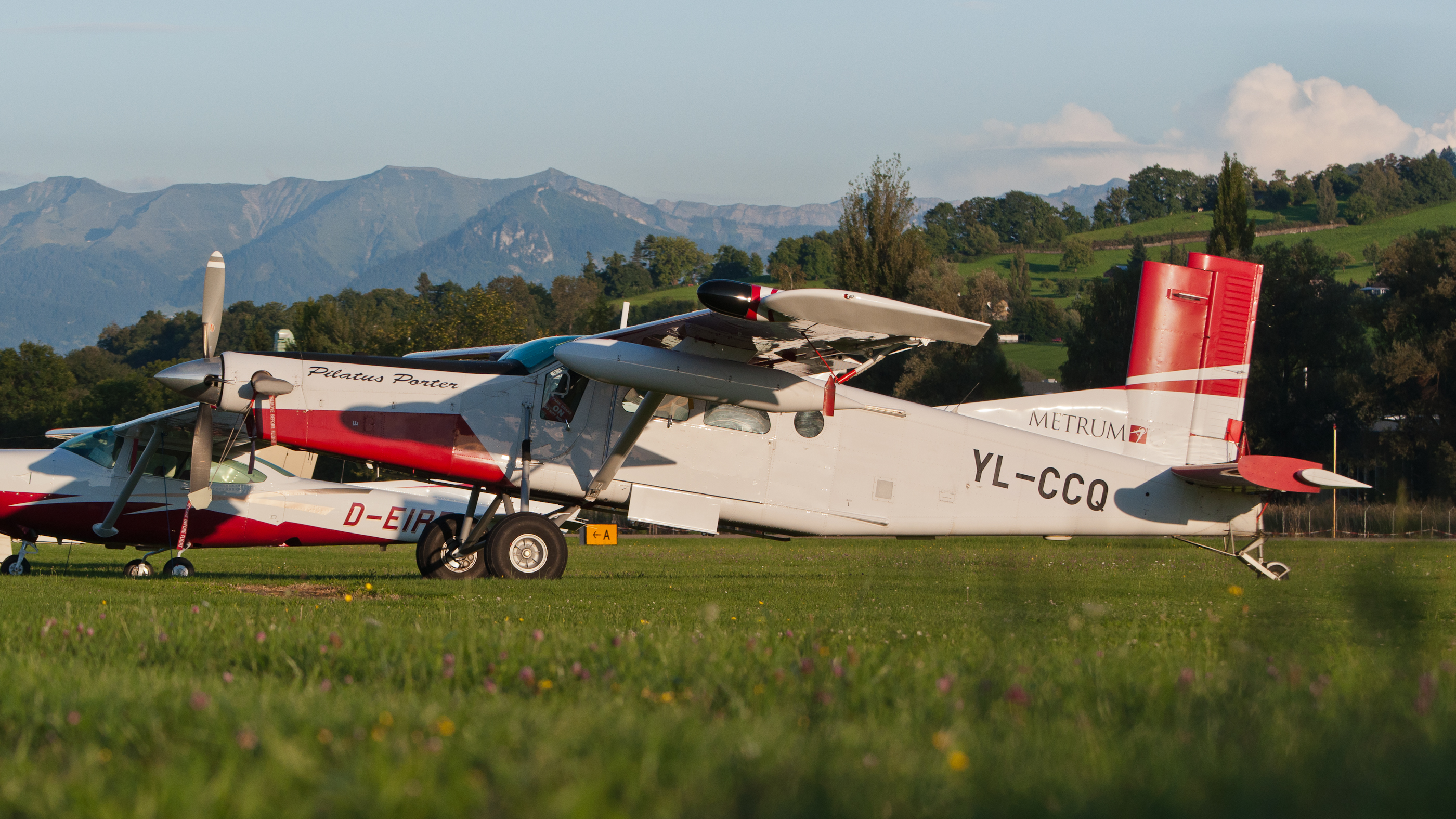
PC-6/B2-H4 Turbo-Porter

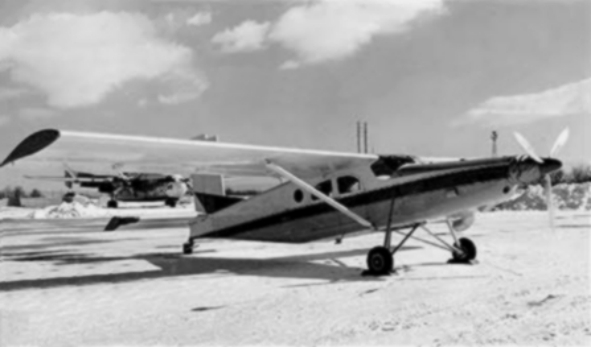
Fairchild Porter

PC-6/340 Porter
PC-6/340-H1 Porter
PC-6/340-H2 Porter
PC-6/350 Porter
PC-6/350-H1 Porter
PC-6/350-H2 Porter
PC-6/A Turbo-Porter
PC-6/A1 Turbo-Porter
PC-6/A2 Turbo-Porter
PC-6/B Turbo-Porter
PC-6/B1 Turbo-Porter
PC-6/B2-H2 Turbo-Porter
PC-6/B2-H4 Turbo-Porter
PC-6/C Turbo-Porter
PC-6/C1 Turbo-Porter
PC-6/C2-H2 Porter
PC-6/D-H3 Porter
AU-23A Peacemaker
OV-12
UV-20A Chiricahua
PC-8D Twin Porter

## Quốc gia sử dụng

### Quân sự
Angola
- Không quân Quốc gia Angola

 Argentina
- Hải quân Argentina[1]
- Gendarmeria Nacional Argentina

 Áo
- Không quân Áo[2]

 Myanmar (Myanmar)
- Không quân Myanmar[3]

 Tchad
- Không quân Chad[4]

 Ecuador
- Lục quân Ecuador[5]

 Iran
- Không quân Cộng hòa Hồi giáo Iran[6]

 México
- Không quân Mexico[7]

 Perú
- Không quân Peru[8]

 Slovenia
- Phòng không không quân Slovenia[9]

 Thụy Sĩ
- Không quân Thụy Sĩ[10]

 Thái Lan
- Không quân Hoàng gia Thái Lan[10]
- Cục hàng không nông nghiệp và tạo mưa Hoàng gia

 Hoa Kỳ
- Lục quân Hoa Kỳ[11]

### Đã từng sử dụng cho quân sự
Algérie
 Úc
- Không quân Lục quân Australia

 Bophuthatswana
- Không quân Bophuthatswana

 Bolivia
 Colombia
- Không quân Colombia
  - SATENA

 Pháp
- Lục quân Pháp

 Israel
- Không quân Israel

   Nepal
 Oman
- Không quân Hoàng gia Oman

 Nam Phi
- Không quân Nam Phi

 Thái Lan
- Lục quân Hoàng gia Thái Lan

 UAE
- Không quân UAE

 Hoa Kỳ
- Lục quân Hoa Kỳ
- Không quân Hoa Kỳ

### Lực lượng thực thi pháp luật
Malaysia
- Cảnh sát Hoàng gia Malaysia

 Oman
- Cảnh sát Hoàng gia Oman

 Nam Phi
- Cục Cảnh sát Nam Phi

 Thái Lan
- Cảnh sát Hoàng gia Thái Lan

### Dân sự

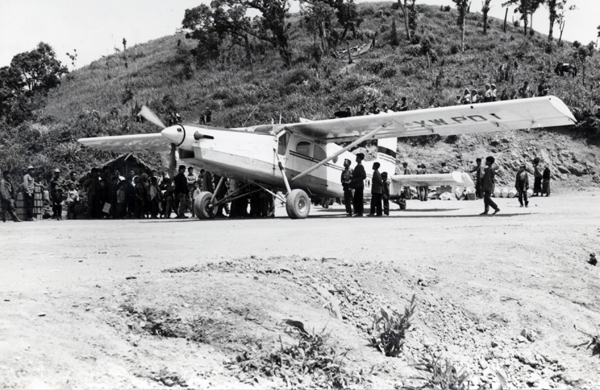
PC-6 Porter của hãng Continental Air Services tại Lào, khoảng năm 1970

Úc
- Mission Aviation Fellowship

 Indonesia
- JAARS
- Mission Aviation Fellowship
- Susi Air

 Mông Cổ
- Thomas Air

   Nepal
- Yeti Airlines

 New Zealand
- Mount Cook Airlines

 Papua New Guinea
- Mission Aviation Fellowship

 Thái Lan
- Bộ nông nghiệp Thái Lan

 Hoa Kỳ
- Air America
- CASI

### Từng sử dụng cho mục đích dân sự
Hungary
- National Hidrological Service
- National Ambulance Service

## Tính năng kỹ chiến thuật (PC-6 B2 Turbo-Porter)
Dữ liệu lấy từ Jane's All The World's Aircraft 1993–1994
Đặc điểm tổng quát
- Kíp lái: 1
- Sức chứa: lên tới 10 hành khách
- Tải trọng: 1.130 kg (2.491 lb)
- Chiều dài: 11 m (36 ft 1 in)
- Sải cánh: 15,87 m (52 ft 0¾ in)
- Chiều cao: 3,20 m (10 ft 6 in)
- Diện tích cánh: 30,15 m² (324,5 sq ft)
- Kết cấu dạng cánh: NACA 64-514
- Tỉ số mặt cắt: 8,4:1
- Trọng lượng rỗng: 1.270 kg (2.800 lb)
- Trọng lượng cất cánh tối đa: 2.800 kg (6.173 lb)
- Động cơ: 1 × Pratt & Whitney Canada PT6A-27 kiểu turboprop, 410 kW (550 shp)(giảm tỉ lệ từ 507 kW (680 shp))

 Hiệu suất bay 
- Tốc độ không vượt quá: 280 km/h (151 knot, 174 mph)
- Vận tốc cực đại: 232 km/h[13] (125 knot, 144 mph)
- Vận tốc hành trình: 213 km/h (115 knot, 132 mph) trên độ cao 3.050 m (10.000 ft)
- Vận tốc tắt ngưỡng: 96 km/h (52 knot, 60 mph)
- Tầm bay: 730 km (394 nmi, 453 mi) với tải tối đa
- Tầm bay chuyển sân: 1.612 km (870 nmi, 1.002 mi) với nhiên liệu tối đa dưới cánh và trong thân
- Trần bay: 8.197 m (25.000 ft)
- Vận tốc lên cao: 4,8 m/s (941 ft/phút)